# Адамович В'ячеслав Дмитрович
Адамович В'ячеслав Дмитрович (9 лютого 1981, Вершаці, Чигиринський район, Черкаська область — 9 лютого 2024, Міньківка, Бахмутський район, Донецька область) — старший сержант роти вогневої підтримки ЗСУ 30 окремої механізованої бригади імені Костянтина Острозького, учасник російсько-української війни, який загинув під час російського вторгнення в Україну.

## Життєпис
| Текст вилучений зі статті через підозру в порушенні авторських прав |
| --- |
| Текст, що раніше перебував на цій сторінці, запідозрено в порушенні авторських прав на текст із таких джерел: https://www.vikka.ua/novini/zvilnyav-harkivshhynu-i-boronyv-bahmut-na-chygyrynshhyni-naviky-proshhayutsya-z-vijskovym/ Дата, коли було знайдено порушення: 13 червня 2025. Тому, хто повісив цей шаблон: На сторінку обговорення користувача, який розмістив цю статтю, варто додати повідомлення {{subst:nothanks cv\|Адамович В'ячеслав Дмитрович\|url=https://www.vikka.ua/novini/zvilnyav-harkivshhynu-i-boronyv-bahmut-na-chygyrynshhyni-naviky-proshhayutsya-z-vijskovym/. |
| До уваги користувача, який розмістив цю статтю Не редагуйте статтю зараз, навіть якщо ви збираєтеся її переписати. Дотримуйтесь вказівок нижче. - Якщо власник авторських прав на зазначений вище матеріал дозволяє використовувати його на умовах GNU FDL без незмінюваних секцій та Creative Commons із зазначенням автора / розповсюдження на тих самих умовах, будь ласка, сповістіть про це на сторінці обговорення цієї статті. - Якщо правовласником є ви, додайте на зазначеному вище ресурсі примітку: «Матеріали дозволено використовувати на умовах GNU FDL без незмінюваних секцій та Creative Commons із зазначенням автора / розповсюдження на тих самих умовах». - Якщо дозволу на використання цього матеріалу немає, будь ласка, зробіть одне з двох: 1. Напишіть хоча б гарний накид статті на цій підсторінці. Зверніть увагу: не треба копіювати текст, що порушує авторські права, на зазначену підсторінку й редагувати його. Якщо ви взялися за написання нової статті, не забудьте сповістити про це на сторінці обговорення. 2. Залиште все як є, і тоді статтю буде вилучено. У випадку, якщо новий текст написано не буде, цю статтю буде вилучено через тиждень після появи цього попередження (детальніше див. документацію шаблону). Вихідний текст цієї статті з можливим порушенням копірайту можна знайти в історії змін. Зверніть увагу, що розміщення у Вікіпедії матеріалів, автор яких не надав явного дозволу на їхнє використання відповідно до ліцензії GNU FDL без незмінюваних секцій та Creative Commons із зазначенням автора / розповсюдження на тих самих умовах, може бути порушенням законів про авторське право. Користувачів, які додають до Вікіпедії такі матеріали, може бути тимчасово позбавлено права редагувати статті. Попри все, ми завжди раді вашим оригінальним статтям. Дякуємо. Цю сторінку внесено до категорії Вікіпедія:Можливе порушення авторських прав. |

Адамович В'ячеслав Дмитрович народився 9 лютого 1981 року, в селянській сім'ї[джерело не вказане 32 дні]. Його батьки, Адамович Євдокія та Адамович Дмитро, були працівниками колгоспу. З ранніх років В'ячеслав був енергійним хлопчиною, який завжди допомагав матері в домашніх справах[джерело не вказане 32 дні].
Він був товариським, веселим та чуйним хлопчиною. В'ячеслав від природи був міцним та витривалим хлопцем, тому завжди брав участь в різних спортивних змаганнях, захищаючи честь школи та рідного села. Зокрема, В'ячеслав постійно брав участь у футбольних та волейбольних турнірах. І вже тоді на футбольному полі він вирізнявся своєю непоступливістю та постійним бажанням до перемоги. Крім того, у шкільні роки В'ячеслав самотужки оволодів навиками перукаря, і чимало односельчан, а надалі товаришів по службі, зверталися до його послуг перукаря.[джерело не вказане 32 дні]
Після цього, він, як і більшість ровесників, подався здобувати фахову освіту. Після завершення школи В’ячеслав вступив до Знам’янського професійно-технічного училища. Він навчався за спеціальністю «Повар». Після завершення навчання В'ячеслав поїхав до Одеси, де проходив практику за здобутою спеціальністю [джерело не вказане 32 дні]Осінню 1999 року В’ячеслава призвали на строкову службу до Збройних сил України. Його розподілили до десантно-штурмової бригади в місті Болград. Серед своїх товаришів по службі В'ячеслав здобув репутацію надійного солдата, за що отримав звання старшого сержанта. Навесні 2001 В’ячеслав завершив службу й повернувся додому.

## Служба в лавах ЗСУ
Після смерті матері, біля міста Торецьк і восени 2019 року одружився з «коханням всього свого життя» Оксаною.[джерело не вказане 32 дні]
із завзяттям
В'ячеслав За свою енергійність В'ячеслав отримав прізвисько «Буря», проте більшість називали його просто «Сява». За словами В'ячеслава, у той момент в нього промайнула думка, що його оберіг янгол-охоронець, адже смерть була дуже близькою.[джерело не вказане 32 дні]
Після цього В'ячеслава та його хлопців вивели на певний час — влітку 2022 року В'ячеслав спочатку був на Чернігівщині, а потім його на місяць перекинули до Бородянки. У серпні 2022 року В'ячеслав знову повернувся до бойових дій&.[джерело не вказане 32 дні]
Після цього В'ячеслав отримав час на реабілітацію через нестерпний біль в ногах та спині. Залікувавши рани, у липні 2023 року В'ячеслав повернувся до бойових дій. Його підрозділ періодично стояв на захисті населених пунктів Васюківка та Міньківка.[джерело не вказане 32 дні] Саме біля Міньківки В'ячеслав Адамович загинув 9 лютого від кульового поранення, на власний день народження.
У квітні 2024 року Україні вдалось повернути тіла близько 150 українських воїнів, серед них було тіло В'ячеслава. 30 квітня земляки з усіма почестями попрощалися з героєм.[джерело не вказане 32 дні] В'ячеслав Адамович похоронений на місцевому цвинтарі у селищі Чернече.

## Вшанування пам'яті
30 травня 2024 року в селі Вершаці відбулося урочисте відкриття меморіальної дошки захиснику України, випускнику Вершацької школи — В'ячеславу Адамовичу. Право відкрити меморіальну дошку було надано дружині героя — Оксані Адамович. У вересні 2024 року на «Алеї Слави» міста Чигирин відкрита меморіальна дошка в пам’ять про В’ячеслава Адамовича.[джерело не вказане 32 дні]
1. ↑  Чергова болюча втрата та тяжка журба для всіх жителів Чигиринщини.
2. ↑  Звільняв Харківщину і боронив Бахмут: на Чигиринщині навіки прощаються з військовим
3. ↑  Загинув у день народження: на Черкащині поховали військового
4. ↑  На війні загинув В'ячеслав Адамович із села Чернече